# Молодыченко, Валентин Викторович
Молодыченко Валентин Викторович — ректор Мелитопольского государственного педагогического университета имени Богдана Хмельницкого (с 2011 года), заведующий кафедрой начального образования, доктор философских наук, профессор, член-корреспондент Международной педагогической академии, действительный член Международной академии безопасности жизнедеятельности.

## Биография
Родился 31 октября 1965 года в г. Мелитополе Запорожской области в 1965 году. В 1983 году он поступил в Мелитопольский государственный педагогический институт (ныне МГПУ) на специальность «география-биология», и окончил его в 1988 году.
В августе 1988 года начал работать в Мелитопольском государственном педагогическом институте.
С 1992 по 1995 г. учился в аспирантуре Института геологических наук.
С 1994 до 1997 г. занимал должность старшего преподавателя кафедры общего землеведения и кафедры общей географии. В 1996 году защитил кандидатскую диссертацию на соискание ученой степени кандидата геолого-минералогических наук.
С 1997 года до 2003 года работал в должности декана социально-гуманитарного факультета, где до этого в течение 6 лет исполнял обязанности заместителя декана по воспитательной работе.
В 1999 году стал заведующим кафедрой теории и методики начального обучения.
В 2003 году назначен проректором МГПУ по научной работе.
С ноября 2011 года — ректор Мелитопольского государственного педагогического университета им. Богдана Хмельницкого.

## Награды
За значительный вклад в развитие педагогического образования был награждён:
1. Знаком «Отличник образования Украины» — 2000.
2. Почетной грамотой Верховной Рады Украины — 2004.
3. Знаком «Петр Могила» — 2009.
4. Почетной грамотой Кабинета Министров Украины — 2010.
5. Грамота Управления по делам семьи, молодежи и спорта Мелитопольского городского совета — 2012.
6. Благодарность Международного благотворительного фонда «Поможем детям вместе» — 2013.
7. Орден «За заслуги перед Запорожским краем» III степени — 2013.
8. Нагрудный знак Национальной академии педагогических наук Украины «Ушинский К. Д.» — 2013.
9. Многочисленные благодарности и грамоты от руководства учебных заведений, сотрудничающих с университетом.